# Warren Brown (acteur)
Pour les articles homonymes, voir Warren Brown et Brown.
Warren Brown, né le 11 mai 1978, est un acteur anglais et un ancien boxeur professionnel (Muay-thaï), principalement connu pour ses rôles dans Hollyoaks, Occupation et Luther.

## Biographie
Warren Brown est né le 11 mai 1978, est né à Warrington, Angleterre. Il a étudié à l'Université de Salford et à la Manchester School of Acting.
Il a été boxeur professionnel de niveau mondial en boxe thaïe (Muay-thaï) et a remporté par deux fois le titre de champion du monde.

## Carrière
Il commence sa carrière en 2004 en apparaissant lors de deux épisodes de la série télévision anglaise Shameless, puis il obtient le rôle d'Andy Holt l'année suivante dans le soap opéra Hollyoaks. Bien qu'il ait déjà 27 ans à l'époque, son apparence juvénile lui permet de décrocher le rôle d'un étudiant. Il a été nommé dans plusieurs catégories pour ce rôle au British Soap Awards de 2006.
En 2007, il est présent dans les séries Mobile et Casualty. Puis, il apparaît dans la deuxième saison de Grownups, où il joue le rôle d'un barman, Alex. Dans l'épisode spécial de Deux blondes et des chips, un crossover entre Grownups, Deux blondes et des chips et Coming of Age, il reprend le rôle d'Alex.
En 2008, il fait la voix off dans la bande-annonce Gomez : A True Story, un film basé sur la vie du boxeur Michael Gomez. Il joue également dans la série Dead Set et de nouveau dans Casualty, mais cette fois un personnage différent.
En 2009, on le voit dans la série Occupation, aux côtés de James Nesbitt et Stephen Graham. Il apparaît également dans deux épisodes de The Bill, où il interprète le rôle de Jake Clegg.
À partir de mai 2010, il fait partie des acteurs principaux dans la série Luther, où il joue le rôle du sergent Ripley. Il conserve ce rôle dans les saisons 2 et 3 et revient lors d'un épisode en 2015.
En 2012, il joue un des personnages principaux de la série Inside Men et un des mercenaires de Bane dans The Dark Knight Rises, le troisième volet de la trilogie de Batman, réalisée par Christopher Nolan et joue aux côtés de Gemma Arteton et Saoirse Ronan dans Byzantium de Neil Jordan . En août de cette même année, il décroche un rôle dans la série policière Good Cop.
En 2013, il joue dans le film Borrowed Time de Jules Bishop, ainsi que dans un épisode de Miss Marple. Deux ans plus tard, il obtient un des rôles principaux de la série historique X Company, où il tourne aux côtés d'Evelyne Brochu, Dustin Milligan et François Arnaud.
En 2016, il est présent dans le long métrage Kicking Off de Matt Wilde, la série Comedy Playhouse et il revient pour un épisode de Moving On. L'année suivante, il a un rôle secondaire lors de la première saison de Liar : la nuit du mensonge, il joue également dans les films Cargo de Kareem Mortimer et The Hatton Garden Job de David Beton.
Toujours en 2017, il décroche un rôle dans la série Strike Back, jusqu'en 2020, où il est présent lors d'un épisode de Doctor Who.

## Filmographie

### Cinéma

#### Longs métrages
- 2008 : Gomez : A True Story : Voix off
- 2012 : The Dark Knight Rises de Christopher Nolan : Un mercenaire
- 2012 : Byzantium de Neil Jordan : Gareth
- 2012 : Up There de Zam Salim : Slab Boy Joey
- 2013 : Borrowed Time de Jules Bishop : Nigel
- 2015 : Captain Webb de Justin Hardy : Capitaine Matthew Webb
- 2016 : Kicking Off de Matt Wilde : Wigsy
- 2017 : Cargo de Kareem Mortimer : Kevin
- 2017 : The Hatton Garden Job de David Beton : Officier Trotter
- 2018 : Genesis de Freddie Hutton-Mills et Bart Ruspoli : Secrétaire Jordan Bruce Ainsley
- 2019 : Transference : Keith

#### Courts métrages
- 2011 : Boxed de Paul Murphy : Steve
- 2014 : Get Some d'Adam Horton et Joe Horton : Le chasseur
- 2018 : Three Sacks Full of Hats de Debbie Anzalone : Mick
- 2019 : This is the Winter de Peter King : Vince

### Télévision

#### Séries télévisées
- 2004 - 2005 : Shameless : Donny Maguire
- 2005 - 2006 : Hollyoaks : Andy Holt
- 2006 : Jane Hall : Un agent de police
- 2007 : Mobile : Tommo
- 2007 : Life on Mars : David Trotman
- 2007 / 2008 : Casualty : John Fullman / Chris Ryder
- 2007 - 2009 : Grownups : Alex
- 2008 : Coming Up : Campbell
- 2008 : Code 9 (Spooks : Code 9) : Luke Blackwell
- 2008 : Dead Set : Marky
- 2008 : The Bill : Jake Clegg
- 2009 : Deux blondes et des chips (Two Pints of Lager and a Packet of Crisps) : Alex
- 2009 : Occupation : Lee Hibbs
- 2009 : Criminal Justice : Agent Paul Gibby
- 2010 : Single Father : Matt
- 2010 : Accused : David Wade
- 2010 - 2013 / 2015 : Luther : Sergent Justin Ripley
- 2011 : Walk Like a Panther : Ricky Rickson
- 2011 / 2016 : Moving On : Frank
- 2012 : Inside Men : Marcus
- 2012 : Homefront : Joe Mancetta
- 2012 : Good Cop : John Paul Rocksavage
- 2013 : Miss Marple (Agatha Christie's Marple) : Arthur Jackson
- 2013 : By Any Means : Jack Quinn
- 2015 : Playhouse Presents : Mr. Grimme
- 2015 - 2017 : X Company : Neil Mackay
- 2016 : Comedy Playhouse : Martin
- 2017 : Liar : la nuit du mensonge (Liar) : Tom Bailey
- 2017 - 2020 : Strike Back : Sergent Thomas 'Mac' McAllister
- 2020 : Doctor Who : Jake Willis
- 2022 : The Responder : Raymond Mullen

## Nominations
- 2006 : British Soap Awards de la meilleure sortie pour Hollyoaks
- 2006 : British Soap Awards de la scène la plus spectaculaire de l’année pour Hollyoaks
- 2006 : British Soap Awards du méchant de l’année pour Hollyoaks
- 2014 : Critics' Choice Television Awards du meilleur second rôle masculin pour Luther